# 草市站
草市站，位于中华人民共和国辽宁省抚顺市清原满族自治县草市镇，是沈吉铁路上的火车站，建于1927年，由沈阳铁路局管辖。

## 車站周邊
- 草市镇人民政府
- 清原满族自治县第三人民医院
- 中国联通草市营业厅

## 歷史
- 建于1927年。

## 外部連結
- 中国铁路客户服务中心 （页面存档备份，存于）